# Batalha de Timor
A Batalha de Timor ocorreu na ilha homónima durante a II Guerra Mundial. O exército japonês invadiu Timor a 20 de fevereiro de 1942, atacando a força aliada estacionada na ilha, composta sobretudo por militares da Austrália, do Reino Unido e dos Países Baixos (na altura a zona ocidental da ilha era colónia holandesa e a oriental portuguesa). Após uma intensa mas breve resistência, a maior parte das forças aliadas renderam-se, mas algumas centenas de comandos australianos continuaram a efetuar ações de guerrilha, sendo reabastecidos por aviação e embarcações, que partiam sobretudo de Darwin, Austrália, a cerca de 650 km a sueste. Durante os combates subsequentes os japoneses sofreram pesadas baixas, mas acabaram por derrotar os australianos, que foram evacuados a 10 de fevereiro de 1943.
Apesar de Portugal ser neutro, muitos civis de Timor-Leste e muitos colonos portugueses combateram ao lado dos aliados (tendo ficado célebre o régulo Aleixo Corte-Real, mais conhecido por Dom Aleixo, fuzilado pelos japoneses em 1943), ou apoiaram-nos com mantimentos ou abrigo. Alguns timorenses continuaram a resistir mesmo depois da retirada australiana. Por isso pagaram um pesado preço e dezenas de milhares de timorenses morreram devido à ocupação japonesa, que durou até ao fim da guerra em 1945.

## Literatura
- António Monteiro Cardoso: Timor na 2ª Guerra Mundial, O Diário do Tenente Pires, Centro de Estudos de História Contemporânea, Lisboa 2007.
- José dos Santos Carvalho: Vida e Morte em Timor durante a Segundo Guerra Mundial. Lamego 1972.
- Kisho Tsuchiya: Indigenization of the Pacific War in Timor Island: A Multi-language Study of its Contexts and Impact, p. 1–22, Journal War & Society, Vol. 38, No. 1, 2018.